# Aurora Pleșca
Aurora Pleșca, född den 2 september 1963 i Timişoara i Rumänien, är en rumänsk roddare.
Hon tog OS-silver i åtta med styrman i samband med de olympiska roddtävlingarna 1984 i Los Angeles.